# Anders Ehlers Dam
Anders Ehlers Dam (* 1973) ist ein dänischer Skandinavist.

## Leben
Nach dem neusprachlichen Abitur 1991 (Randers Statsskole) erwarb er 2001 den Magister der Skandinavistik (Nordisk Sprog og Litteratur) (Hauptfach) und Philosophie (Nebenfach) an der Universität Aarhus. Nach der Promotion 2006 zum Ph.D. der Skandinavistik (Nordisk Sprog og Litteratur) in Aarhus lehrte er seit 2015 als Professor für dänische Literatur an der Europa-Universität Flensburg.
Seine Forschungsschwerpunkte sind dänische Literatur in ihrem europäischen Kontext, Literaturgeschichte (insbesondere 1870–heute), Literaturtheorie, Interart Studies (Literatur und Kunst) und Kulturwissenschaft.

## Schriften (Auswahl)
- Den vitalistiske strømning i dansk litteratur omkring år 1900. Århus 2010, ISBN 978-87-7934-439-6.
- als Herausgeber mit Gry Hedin: J.P. Jacobsen og kunsten. Aarhus 2016, ISBN 87-7124-934-6.
- als Herausgeber mit Adam Paulsen: Soldat, arbejder, anark. Ernst Jüngers forfatterskab. København 2017, ISBN 87-635-4512-8.
- als Herausgeber mit Marianne Stidsen: Distancens patos. København 2017, ISBN 978-87-93060-62-3.